# Литовко (посёлок)
Лито́вко — посёлок (в 1948—2011 — посёлок городского типа) в Амурском районе Хабаровского края. Административный центр Литовского сельского поселения.

## География
Расположен в 116 км к северу от Хабаровска на железнодорожной линии Комсомольск-на-Амуре — Дежнёвка между пос. Лесной и Санболи, у северных подножий низкогорного массива Вандан. На запад от Литовко идёт дорога к селу Украинка (примерно 5 км).

## История
Посёлок назван в честь инженера-изыскателя Александра Григорьевича Литовко.
Статус посёлка городского типа — с 1948 года. В 2011 году стал сельским населённым пунктом.
30 мая 1996 года в посёлке произошёл крупнейший пожар, сопровождавшийся сильным порывистым ветром (до 30 м/с), уничтоживший значительную часть жилых строений центральных улиц посёлка. Особенно пострадали улицы Октябрьская, Ленина и ряд смежных улиц и переулков. Уже к концу осени 1996 года большинство жилых домов было отстроено заново.

## Население
| 1959  | 1970  | 1979  | 1989  | 1992  | 2000  | 2002  |
| ----- | ----- | ----- | ----- | ----- | ----- | ----- |
| 8413  | ↘3603 | ↘3569 | ↘3411 | ↘3300 | ↘2800 | ↘2751 |
| 2009  | 2010  | 2011  | 2012  | 2021  |       |       |
| ↘2353 | ↘2043 | ↘2022 | ↘1940 | ↘1679 |       |       |

## Инфраструктура
Хабаровский авиационный полигон

## Экономика
- Лесозаготовки
- Железная дорога
- Пчеловодство

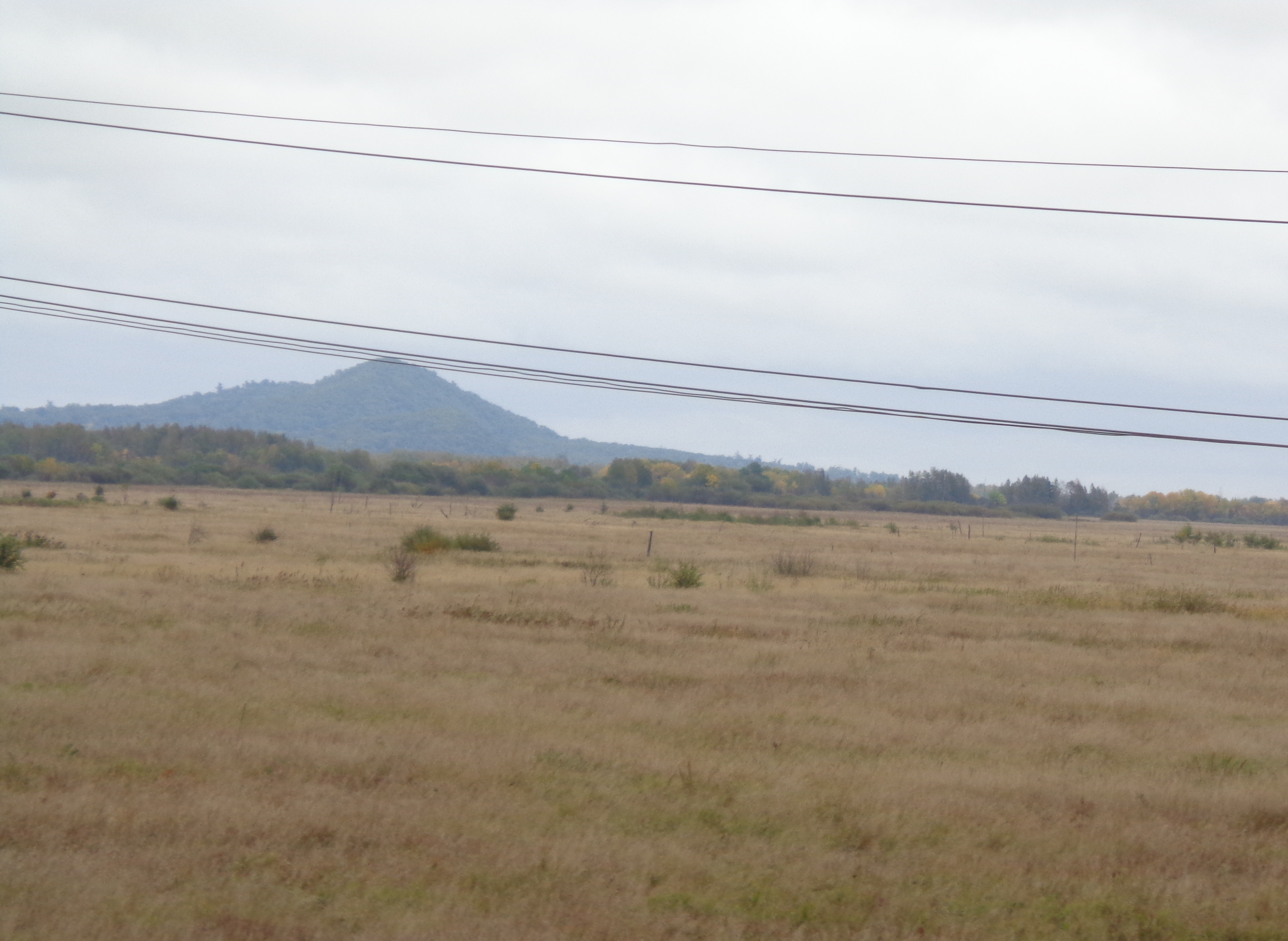
Орловая сопка в окрестностях п. Литовко
Поезд № 351 «Советская Гавань — Владивосток» прибывает на ж.д.станцию Литовко
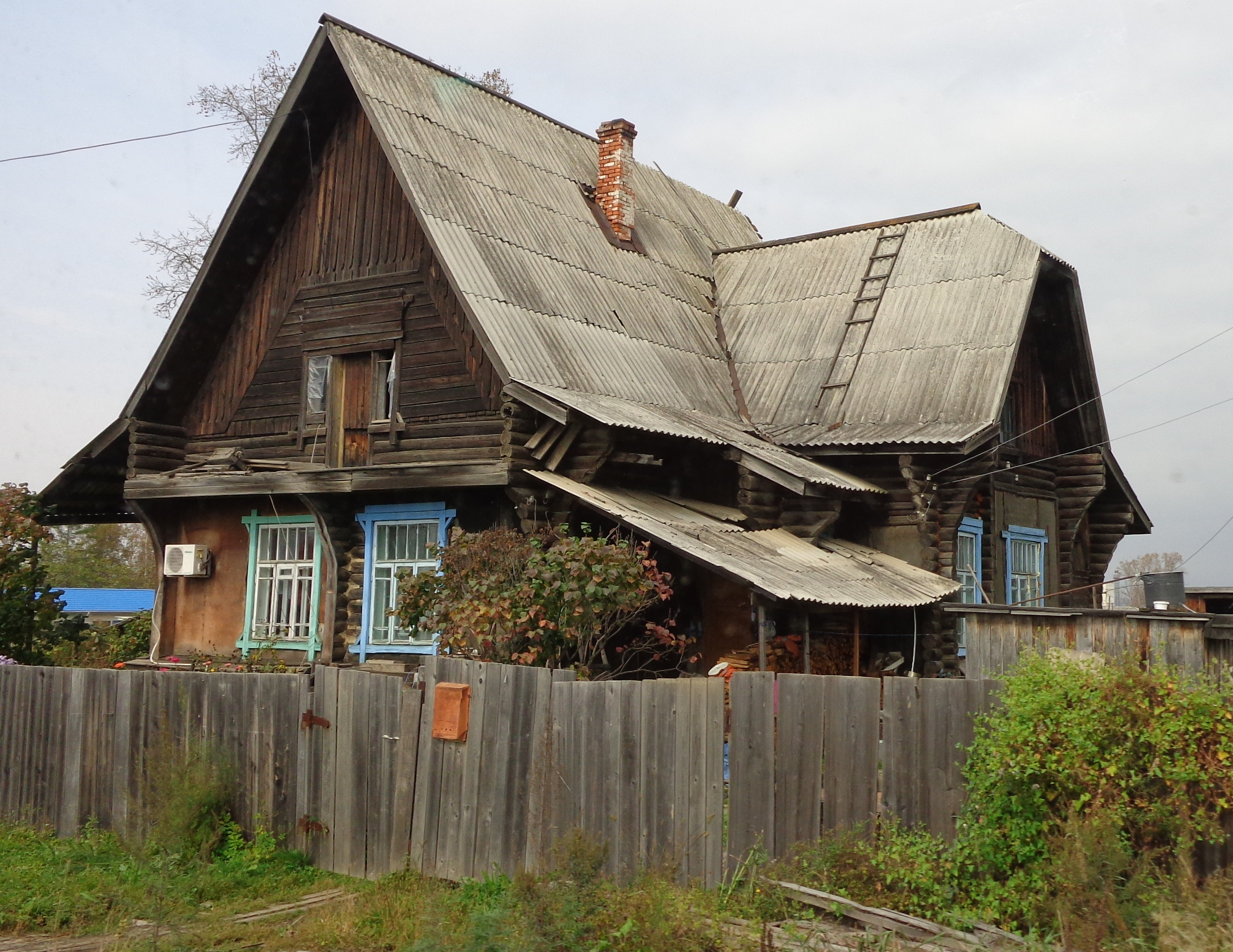
«Финский» дом, один из немногих, сохранившихся после пожара 1996 года
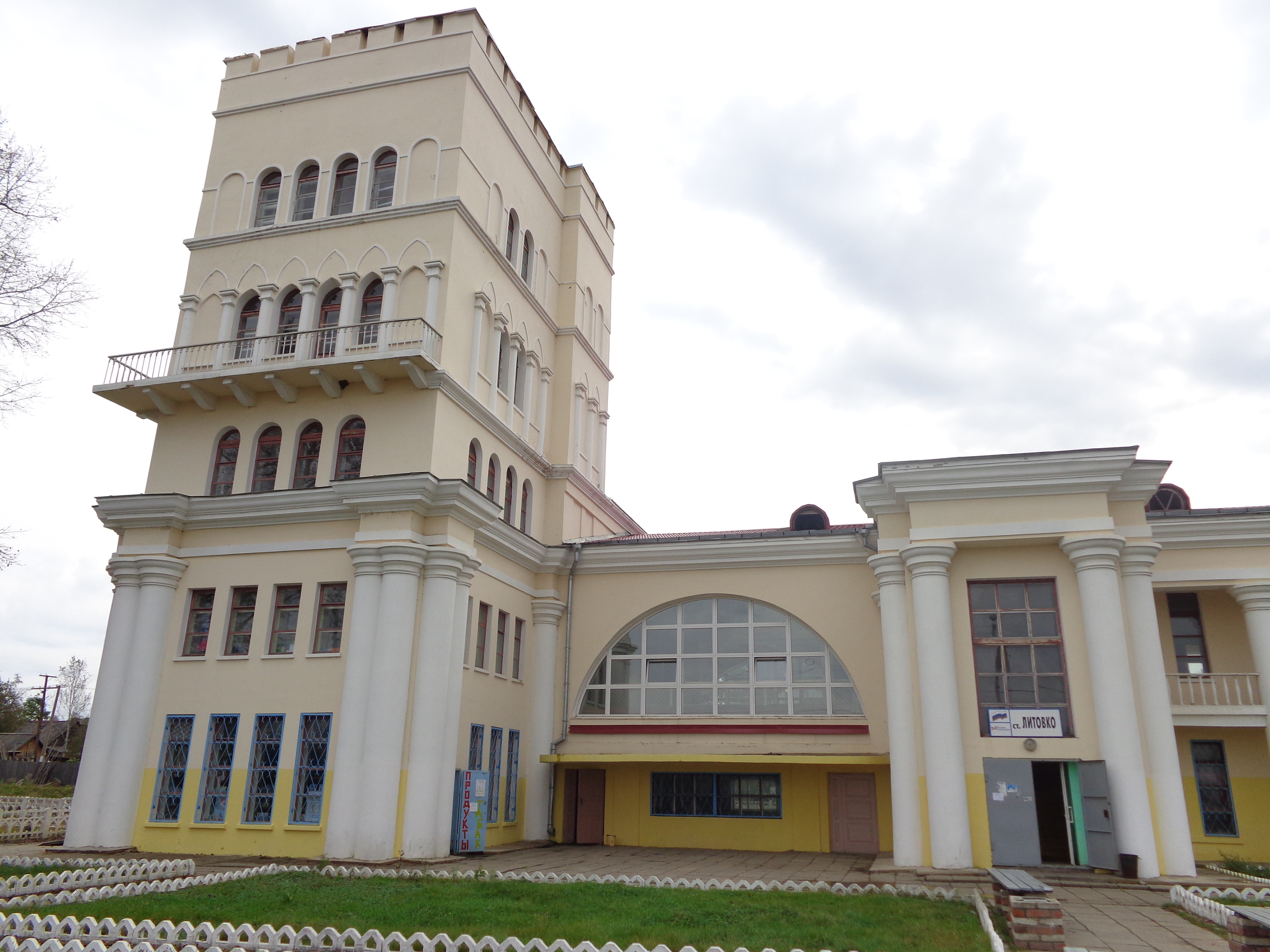
Железнодорожный вокзал станции Литовко.
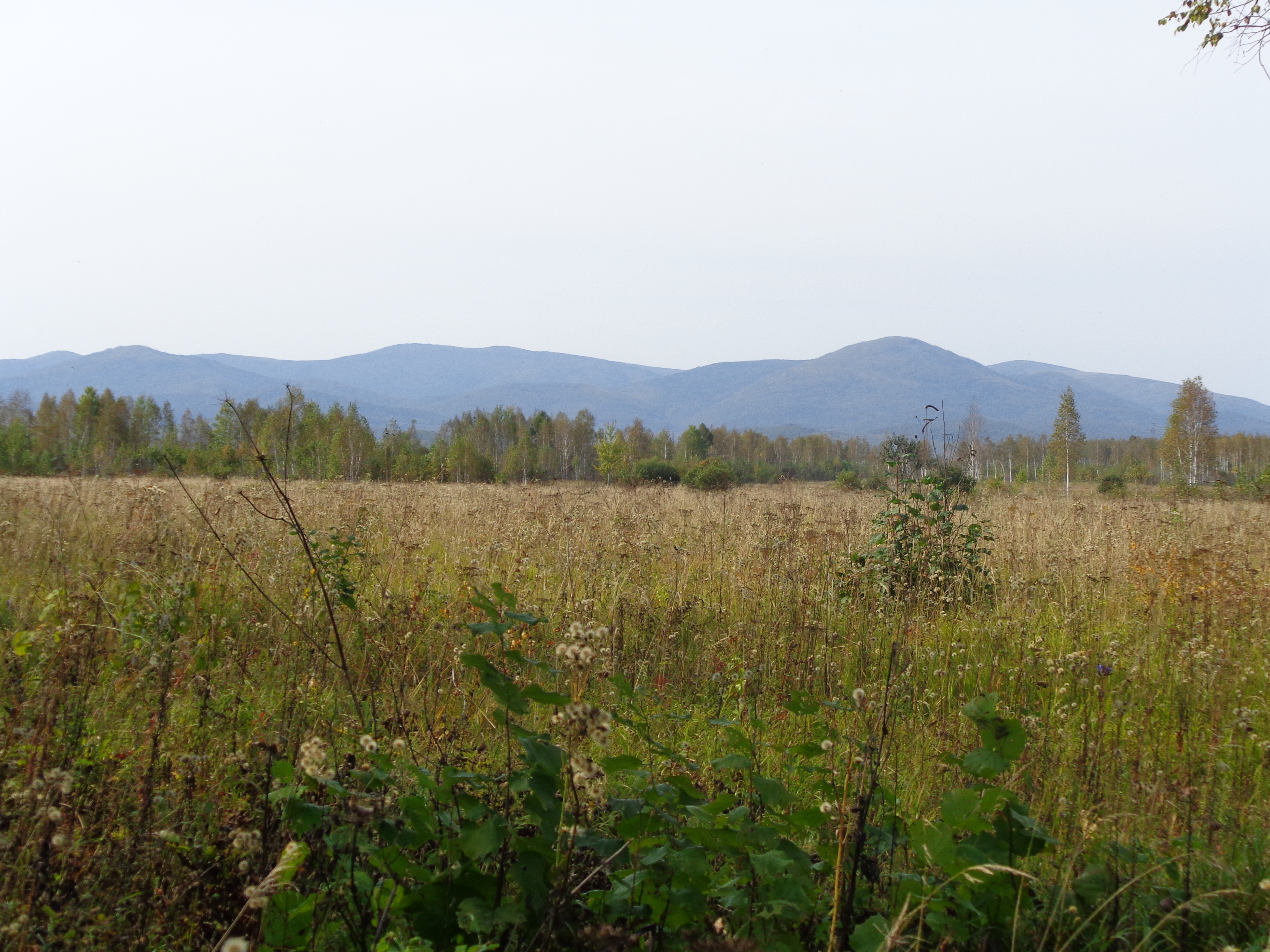
Хребет Вандан (848 м) в Хабаровском крае, вид со стороны посёлка Литовко.
Мемориальная доска на здании железнодорожного вокзала ст. Литовко
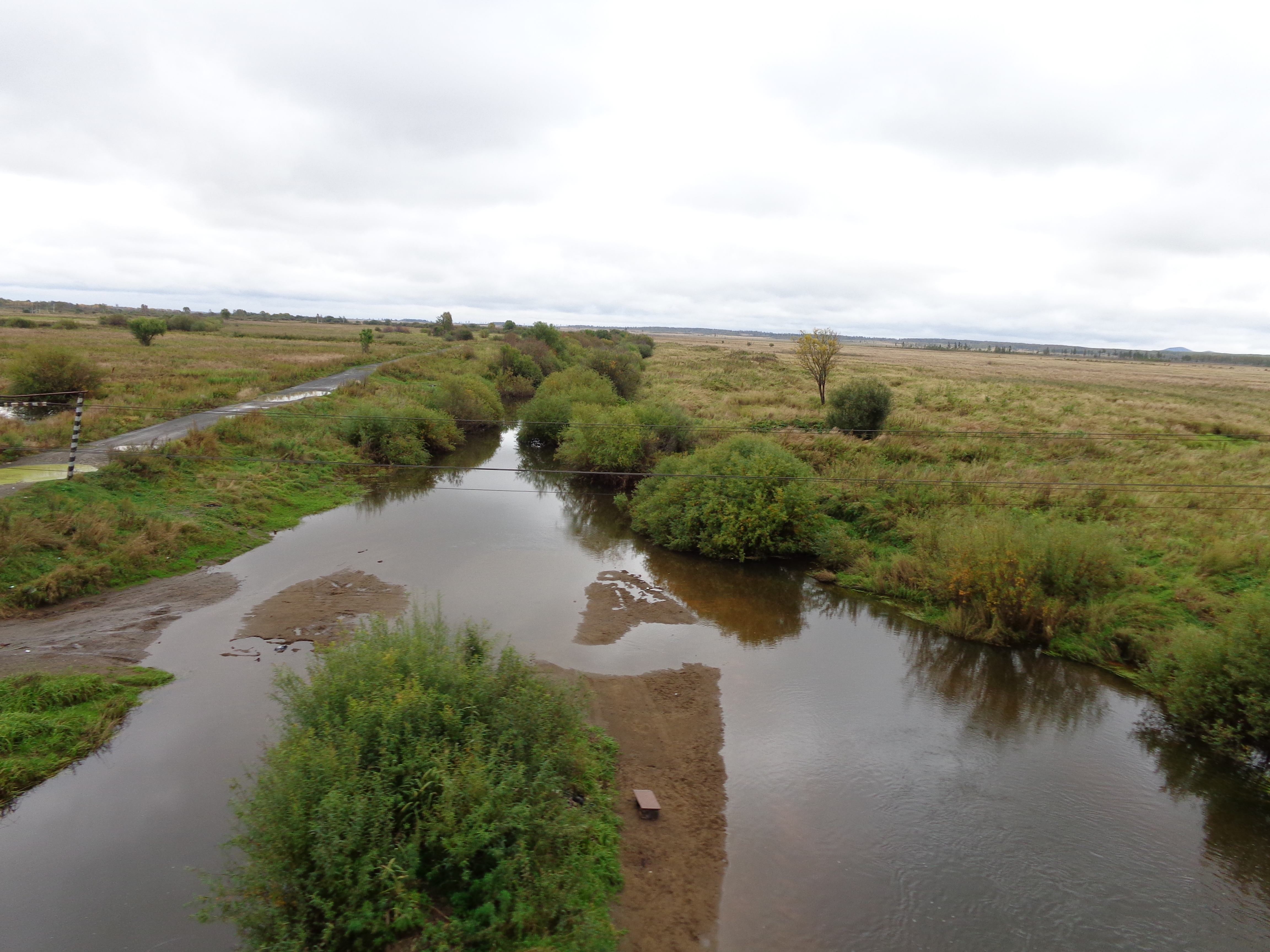
река Дирга в окрестностях посёлка Литовко, вид с железнодорожного моста